# Pueblonuevo de Miramontes
Pueblonuevo de Miramontes és un municipi de la província de Càceres, a la comunitat autònoma d'Extremadura (Espanya). L'any 2019 tenia 791 habitants. La seva extensió superficial és de 23,28 km² i forma part de la comarca del Campo Arañuelo.
Va ser una Entitat local menor dins el municipi de Talayuela fins que al decembre de 2013 es va constituir com a municipi. Encara que per un defecte de forma no va ser fins a novembre de 2014 que es va fer efectiva.